# Krwawa pięść
Krwawa pięść (tytuł oryg. Bloodfist) – amerykańsko-filipiński film akcji z roku 1989, który zapoczątkował długofalową serię filmów klasy „B”.

## Obsada
Źródło: Filmweb.pl
- Don Wilson – Jake Raye
- Joe Mari Avellana – Kwong
- Billy Blanks – „Czarna Róża”
- Riley Bowman – Nancy